# X Corpo de Exército (Alemanha)
O X Corpo de Exército (em alemão: X. Armeekorps) foi um Corpo de Exército da Alemanha na Segunda Guerra Mundial. Foi formado no dia 15 de outubro de 1935 a partir do Generalkommando Kavallerie-Korps de Hamburgo, Criado em Wehrkreis X.
O Corpo foi mobilizado no dia 26 de agosto de 1939 em preparação do início da Segunda Guerra Mundial. Participou da Invasão da Polônia, permanecendo na Polônia até o mês de maio, quando foi transferido para a Frente Ocidental, onde enfrentou os Aliados na Batalha da França. Após a vitória na França, permaneceu em território ocupado até o mês de junho de 1941 onde realizada patrulhas na Costa francesa. Com o início da Operação Barbarossa e a abertura da Frente Oriental, a unidade foi enviada para o setor norte no mês de junho de 1941, permanecendo nesta área até o mês de outubro de 1944, quando após enfrentar os soviéticos em duras batalhas foi cercado no Bolsão de Kurland no mês de outubro de 1944, se rendendo ao final da guerra na Europa, em maio de 1945.

## Comandantes
| Comandante                                     | Data                                             |
| ---------------------------------------------- | ------------------------------------------------ |
| General der Infanterie Wilhelm Knochenhauer    | 16 de maio de 1935 - 31 de março de 1939         |
| General der Infanterie Wilhelm Ulex            | 1 de abril de 1939 - 15 de outubro de 1939       |
| General der Artillerie Christian Hansen        | 15 de outubro de 1939 - 30 de abril de 1942      |
| Generalleutnant Otto von Knobelsdorff          | 1 de maio de 1942 - 1 de junho de 1942) m.d.F.b. |
| General der Artillerie Christian Hansen        | 1 de junho de 1942 - 12 de outubro de 1943       |
| Generalleutnant Otto Sponheimer                | 1 de julho de 1943 - 30 de julho de 1943         |
| General der Artillerie Christian Hansen        | 1 de agosto de 1943 - 04 de novembro de 1943     |
| General der Infanterie Thomas-Emil von Wickede | 4 de novembro de 1943 - 23 de junho de 1944      |
| General der Infanterie Friedrich Köchling      | 25 de junho de 1944 - 21 de setembro de 1944     |
| General der Infanterie Hermann Förtsch         | 22 de setembro de 1944 - 31 de dezembro de 1944  |
| General der Artillerie Siegfried Thomaschki    | 31 de dezembro de 1944 - 8 de maio de 1945       |

## Chef des Stabes
| Oberst i.G. Helge Auleb                     | 1935 - verão de 1936                         |
| Oberst i.G. Eberhard von Mackensen          | 1 de maio de 1935 - 1 de abril de 1937       |
| Oberst i.G. Gerhard Körner                  | 1 de abril de 1937 - 1 de novembro de 1939   |
| Oberst i.G. Alfred Gause                    | 1 de novembro de 1939 - 1 de junho de 1940   |
| Oberst i.G. Hans-Joachim von Horn           | 1 de junho de 1940 - 1 de janeiro de 1942    |
| Oberst i.G. Mauritz Freiherr von Strachwitz | 1 de janeiro de 1942 - setembro de 1943      |
| Oberst i.G. Helmuth Strempel                | setembro de 1943 - dezembro de 1943          |
| Oberst i.G. Werner Ranck                    | dezembro de 1943 - 5 de fevereiro de 1944    |
| Oberst i.G. Alfred Toppe                    | 5 de fevereiro de 1944 - 21 de julho de 1944 |
| Oberst i.G. Otto Deyhle                     | julho de 1944 - agosto de 1944               |
| Oberst i.G. Ritter und Edler von Rosenthal  | agosto de 1944 - 1945                        |

## Oficiais de Operações (Ia)
| Oberst i.G. Fritz Lindemann                   | 1 de julho de 1936 - 31 de maio de 1938   |
| Oberstleutnant i.G. Nikolaus von Vormann      | 1 de junho de 1938 - 26 de agosto de 1939 |
| Oberstleutnant i.G. Richard-Heinrich von Reuß | 26 de agosto de 1939 - fevereiro de 1940  |
| Oberst i.G. Hans Otfried von Linstow          | fevereiro de 1940 - 1 de maio de 1940     |
| Major i.G. Paul Frank                         | 1940 - 1 de junho de 1942                 |
| Major i.G. Fritz Popp                         | 1 de junho de 1942 - agosto de 1942       |
| Major i.G. Gert Kobe                          | agosto de 1942 - novembro de 1943         |
| Major i.G. Albert Schneider                   | novembro de 1943 - setembro de 1944       |
| Major i.G. Dieter Schwarz                     | setembro de 1944 - janeiro de 1945        |
| Major i.G. Ernst Wollert                      | janeiro de 1945 - maio de 1945            |

## Área de Operações
| Invasão da Polônia           | setembro de 1939 - maio de 1940 |
| Batalha da França            | maio de 1940 - junho de 1941    |
| Frente Oriental, setor norte | junho de 1941 - outubro de 1944 |
| Bolsão de Kurland            | outubro de 1944 - maio de 1945  |

## Serviço de Guerra
| Data              | Exército     | Grupo de Exército | Lugar                        |
| ----------------- | ------------ | ----------------- | ---------------------------- |
| setembro de 1939  | 8º Exército  | Sul               | Bzura, Warschau              |
| dezembro de       | 6º Exército  | B                 | Niederrhein                  |
| janeiro de 1940   | 18º Exército | B                 | Niederrhein                  |
| junho de 1940     | z. Vfg.      | B                 | Niederrhein                  |
| julho de 1940     | 6º Exército  | A                 | Dunquerque, Kanalküste       |
| agosto de 1940    | 9º Exército  | A                 | Kanalküste                   |
| janeiro de 1941   | 4º Exército  | B                 | Polônia                      |
| abril de 1941     | 18º Exército | B                 | Prússia Oriental             |
| maio de 1941      | 16º Exército | C                 | Prússia Oriental             |
| junho de 1941     | 16º Exército | Norte             | Düna, Ilmensee, Waldai-Höhen |
| janeiro de 1942   | 16º Exército | Norte             | Ilmensee, Staraja Russa      |
| janeiro de 1944   | 16º Exército | Norte             | Staraja Russa, Dünaburg      |
| agosto de 1944    | 18º Exército | Norte             | Letônia, Kurland             |
| janeiro de 1945   | 18º Exército | Norte             | Kurland                      |
| fevereiro de 1945 | 18º Exército | Kurland           | Kurland                      |

## Organização
29 de fevereiro de 1940
- 207ª Divisão de Infantaria
- 227ª Divisão de Infantaria
- 526ª Divisão de Infantaria

16 de junho de 1940
- 18ª Divisão de Infantaria
- 61ª Divisão de Infantaria
- 216ª Divisão de Infantaria

10 de abril de 1941
- 126ª Divisão de Infantaria
- 123ª Divisão de Infantaria
- 122ª Divisão de Infantaria

31 de julho de 1941
- 30ª Divisão de Infantaria
- 290ª Divisão de Infantaria

3 de setembro de 1941
- 30ª Divisão de Infantaria
- 290ª Divisão de Infantaria

8 de novembro de 1941
SS-Division "Totenkopf"
- 30ª Divisão de Infantaria
- 290ª Divisão de Infantaria (somente 2/3)

3 de janeiro de 1942
SS-Division "Totenkopf"
- 30ª Divisão de Infantaria
- 290ª Divisão de Infantaria

24 de junho de 1942
- Gruppe Meindl
- 2/3 da 329ª Divisão de Infantaria
- 8ª Divisão Leve
- 5ª Divisão Leve
- 1/2 da 7ª Divisão de Montanha
- 2/3 der 122ª Divisão de Infantaria
- 18ª Divisão de Infantaria Motorizada
- 1/2 da 81ª Divisão de Infantaria

22 de dezembro de 1942
- 21. Luftwaffen-Feld-Division
- 5. Jäger-Division
- 18ª Divisão de Infantaria Motorizada

7 de julho de 1943
- 5. Jäger-Division
- 30ª Divisão de Infantaria
- 8. Jäger-Division
- 126ª Divisão de Infantaria
- 329ª Divisão de Infantaria

4 de agosto de 1943
- 8. Jäger-Division
- 30ª Divisão de Infantaria
- 329ª Divisão de Infantaria

14 de setembro de 1943
- 8. Jäger-Division
- 122ª Divisão de Infantaria
- 30ª Divisão de Infantaria
- 329ª Divisão de Infantaria

14 de outubro de 1943
- 30ª Divisão de Infantaria
- 329ª Divisão de Infantaria
- 8. Jäger-Division

24 de novembro de 1943
- 30ª Divisão de Infantaria
- 8. Jäger-Division
- 5. Jäger-Division

5 de janeiro de 1944
- 290ª Divisão de Infantaria
- 30ª Divisão de Infantaria
- 8. Jäger-Division
- 21. Luftwaffen-Feld-Division

15 de feveeriro de 1944
- 15. lett. SS-Freiwilligen-Grenadier-Division
- 30ª Divisão de Infantaria
- 8. Jäger-Division
- 21. Luftwaffen-Feld-Division

15 de março de 1944
- 290ª Divisão de Infantaria
- Kampfgruppe 81ª Divisão de Infantaria
- 24ª Divisão de Infantaria
- 263ª Divisão de Infantaria
- 32ª Divisão de Infantaria
- 132ª Divisão de Infantaria

14 de abril de 1944
- 290ª Divisão de Infantaria
- 81ª Divisão de Infantaria
- 24ª Divisão de Infantaria
- 263ª Divisão de Infantaria

15 de maio de 1944
- 290ª Divisão de Infantaria
- 81ª Divisão de Infantaria
- 28. Jäger-Division
- 263ª Divisão de Infantaria

14 de junho de 1944
- 290ª Divisão de Infantaria
- 263ª Divisão de Infantaria
- 389ª Divisão de Infantaria

13 de outubro de 1944
- 30ª Divisão de Infantaria
- 14ª Divisão Panzer

1 de março de 1945
- 12. Feld-Division (L)
- 30ª Divisão de Infantaria
- 87ª Divisão de Infantaria
- 126ª Divisão de Infantaria